# Арендарук Денис Євгенович
Денис Євгенович Арендарук (нар. 16 квітня 1996, Запоріжжя, Україна) — український футболіст, що виступав на позиції нападника.

## Клубна кар'єра
Народився в Запоріжжі, вихованець футбольних академій місцевого «Металурга» та донецького «Шахтаря». Починаючи з сезону 2013/14 років виступав за юнацьку (U-19) команду донецького «Шахтаря», у тому ж сезоні дебютував у молодіжній команді «гірників». Напередодні початку сезону 2014/15 років був переведений до складу фарм-клубу донецької команди, «Шахтаря-3». У березні 2013 року перейшов до київського «Динамо», але вже незабаром повернувся до «Шахтаря». Дебютував за третю команду гірників 25 липня 2014 року в програному (0:1) виїзному поєдинку 1-го туру Другої ліги проти білоцерківського «Арсеналу-Київщина». Денис вийшов на поле в стартовому складі, а на 72-й хвилині його замінив. Дебютним голом на професіональному рівні відзначився 16 серпня 2014 року на 17-й хвилині переможного (4:1) виїзного поєдинку 4-го туру Другої ліги проти новокаховської «Енергії». Арендарук вийшов на поле в стартовому складі, а на 80-й хвилині його замінив Артем Іванов. У першій частині сезону зіграв 10 матчів у Другій лізі, в яких відзначився 1 голом. Потім виступав за юнацький та молодіжний склад «Шахтаря». У сезоні 2014/15 років став чемпіоном України з «Шахтарем» U-19, дійшов з «гірниками» до фіналу Юнацької ліги УЄФА. Наприкінці грудня 2017 року підписав новий 3-річний контракт з «гірниками».
Наприкінці лютого 2018 року був орендований у донецького клубу ФК «Маріуполем». Дебютував у складі «городян» 7 квітня 2018 року в програному (0:1) виїзному поєдинку 26-го туру Прем'єр-ліги проти полтавської «Ворскли».
3 вересня 2018 року був заявлений до складу винниківського «Руху».
3 березня 2020 року підписав контракт з польським «П'ястом», але спочатку українець мав набрати форму в дублі. За два дні почався карантин, а через шість місяців стартував новий сезону. Арендарук вийшов з карантину із зайвою вагою і набирав форму, тренуючись із другою командою та з тренером фізпідготовки першої команди.
Через місяць зіграв за дубль, але на початку матчу отримав травму. Нападник два місяці лікувався, а після того ще два місяці відновлювався, але «П'яст» не захотів продовжувати з ним угоду і розірвав контракт.

## Кар'єра в збірній
Під керівництвом Олександра Головка виступав у складі юнацьких збірних України (від U-16 до U-19). Також залучався до матчів молодіжної збірної України.